# 佐渡ヶ嶌林蔵
佐渡ヶ嶌 林蔵（さどがしま りんぞう、1909年10月5日 - 1955年3月17日）は、新潟県佐渡郡（現・佐渡市）出身で浅香山部屋、井筒部屋に所属した力士。本名は佐々木 林蔵。182cm、98kg。最高位は西前頭12枚目。

## 経歴
1933年1月初土俵。軍隊を終えた後だったため、23歳と遅い入門だった。入門した浅香山部屋が同年7月師匠（元横綱三代目西ノ海）の急逝により閉鎖されたため、井筒部屋に移籍した。左四つの吊り寄りが得意であったが、けたぐりの飛び道具もしばしば見せた。熱心な稽古の甲斐があって1939年1月十両昇進、1940年5月新入幕を果たし、翌1941年1月には最高位となる西前頭12枚目に昇進し、横綱男女ノ川と大関五ッ島を倒す殊勲を演じたものの4勝11敗と大きく負け越した。結果的にこの男女ノ川戦が唯一の横綱戦となったため、対横綱戦勝率10割の珍記録を持っている。その後1942年応召、1943年5月に復帰したが出場せず廃業し、栃木で余生を送り1955年に45歳で没した。

## 成績
- 幕内5場所（応召された1942年除く）17勝28敗30休
- 通算18場所88勝78敗30休1分
- 金星1（男女ノ川から）

### 場所別成績
| 1933年 （昭和8年） | （前相撲）          | 東序ノ口12枚目 4–2       |
| 1934年 （昭和9年） | 西序二段22枚目 3–3  | 西序二段8枚目 5–1        |
| 1935年 （昭和10年） | 東三段目14枚目 3–3  | 東三段目12枚目 3–3       |
| 1936年 （昭和11年） | 東三段目7枚目 4–2   | 東幕下21枚目 7–4         |
| 1937年 （昭和12年） | 東幕下7枚目 6–5     | 東幕下3枚目 5–8          |
| 1938年 （昭和13年） | 東幕下11枚目 8–5    | 東幕下筆頭 4–3           |
| 1939年 （昭和14年） | 西十両14枚目 8–5    | 西十両6枚目 7–7 1分      |
| 1940年 （昭和15年） | 西十両4枚目 11–4    | 東前頭18枚目 8–7         |
| 1941年 （昭和16年） | 西前頭12枚目 4–11 ★ | 西前頭14枚目 5–10        |
| 1942年 （昭和17年） | 東前頭19枚目 – 応召 | x                        |
| 1943年 （昭和18年） | x                   | 東前頭19枚目 引退 0–0–15 |
| 各欄の数字は、「勝ち-負け-休場」を示す。 優勝 引退 休場 十両 幕下 三賞：敢=敢闘賞、殊=殊勲賞、技=技能賞 その他：★=金星 番付階級：幕内 - 十両 - 幕下 - 三段目 - 序二段 - 序ノ口 幕内序列：横綱 - 大関 - 関脇 - 小結 - 前頭（「#数字」は各位内の序列） |                     |                          |

### 幕内対戦成績
| 安藝ノ海 | 0 | 1 | 綾昇     | 0 | 1 | 綾若           | 1 | 0 | 五ツ嶋 | 1 | 0 |  |  |  |
| 笠置山   | 0 | 1 | 鹿嶋洋   | 0 | 1 | 九州山         | 0 | 1 | 駒ノ里 | 0 | 1 |  |  |  |
| 相模川   | 0 | 2 | 櫻錦     | 0 | 1 | 四海波         | 1 | 1 | 神東山 | 1 | 1 |  |  |  |
| 大邱山   | 2 | 1 | 武ノ里   | 1 | 0 | 出羽湊         | 0 | 1 | 十三錦 | 1 | 1 |  |  |  |
| 豊嶋     | 0 | 1 | 藤ノ里   | 0 | 2 | 前田山         | 0 | 1 | 増位山 | 0 | 2 |  |  |  |
| 松ノ里   | 0 | 3 | 男女ノ川 | 1 | 0 | 陸奥ノ里       | 0 | 1 | 八方山 | 1 | 0 |  |  |  |
| 倭岩     | 0 | 2 | 大和錦   | 3 | 0 | 龍王山(竜王山) | 1 | 0 | 両國   | 0 | 1 |  |  |  |

## 改名
- 改名歴なし[2]